# 쉐기 독 (1959년 영화)
쉐기 독(The Shaggy Dog)은 미국에서 제작된 찰스 바턴 감독의 1959년 가족, 코미디, 판타지 영화이다. 프레드 맥머레이 등이 주연으로 출연하였다.

## 출연

### 주연
- 프레드 맥머레이
- 진 헤이근

### 조연
- 토미 커크
- 애넷 푸니셀로
- 팀 콘시딘
- 케빈 코코런
- 세실 켈러웨이
- 알렉산더 스커비
- 로버타 슈어
- 제임스 웨스터필드
- 스트로더 마틴
- 포레스트 루이스
- 네드 웨버
- 고든 존스
- 자크 오부컨

## 제작진
- 원작자: 펠릭스 잘텐
- Ass-PD: 빌 월시
- 의상: 거트루드 케이시
- 의상: 척 킨